# Addicted to Curry
Addicted to Curry (華麗なる食卓, Karē naru Shokutaku) é um mangá escrito e ilustrado por Kazuki Funatsu, publicado na revista Weekly Young Jump da editora Shueisha desde 2001.

## Enredo
“Addicted to Curry” é a história de Sonezaki Yui, uma estudante cujo pai é o dono de um pequeno restaurante chamado “Casa de Curry - Ganesha Cozinheiro”. Yui frequentemente adota animais perdidos que ela encontra na rua, um dia ela encontra um jovem rapaz deitado na estrada e, por sua natureza caridosa, decide alimenta-lo. Ela tropeça e acerta a cara dele com uma latinha de refrigerante, então começa a fugir. O jovem rapaz, Koenji Makito, segue o cheiro de curry até o restaurante.
Primeiramente, Yui pensa que Koenji quer mata-la por ter jogado a comida na cara dele, mas ele é na verdade uma boa pessoa que estava procurando exatamente pelo pai de Yui, Souichirou. Yui conta a Makito que o restaurante está fechando e que seu pai partiu em uma jornada para melhorar suas habilidades culinárias, praticamente deixando-a sozinha com o restaurante. Koenji, que está em dívida tanto com Souichiro e Yui, decide ajudar Yui a salvar o restaurante.

## Personagens
Makito Koenji (高円寺マキト, Kouenji Makito)
Nascido em 22 de Janeiro. O protagonista da história que deve sua vida à Sonezaki Souichiro. Sonezaki prometeu contar a Makito sobre a pessoa que ele estava procurando se ele fosse até o seu restaurante, mas ao chegar no restaurante, Makito descobre que Sonezaki saiu em uma jornada culinária. Makito decide ficar e pagar o seu débito mantendo o restaurante funcionando. Makito consegue fazer curry como Souichiro. Makito, ao contrário de Souichiro, prefere evitar a tradicionalidade envolvida nas receitas de curry, ao fazer isso, ele acaba atraindo muitos clientes, provando assim as suas habilidades. Ele consegue preparar um prato de curry muito rapidamente. Ele também é descrito como uma pessoa pervetida, frequentemente tenta espiar ou agarrar as mulheres. Às vezes ele espiona Yui enquanto ela toma banho ou se troca. Ele é frequentemente visto com um pouco de canela em sua boca, como se estivesse com um cigarro. Seu pai era um crítico culinário que abandonou sua mãe, sem nenhum motivo aparente, antes de seu nascimento. Após a morte de sua mãe em um acidente de carro, ele sonha em se tornar um chef famoso na esperança de poder confrontar seu pai.
Yui Sonezaki (曽根崎結維, Sonezaki Yui)
A filha de Sonezaki Souichiro, nascida em 10 de Outubro de 1985. Ela está no primeiro ano do ensino médio na escola Toritsu Shinnet, onde é integrante do clube de kendo. Yui geralmente demonstra ser uma pessoa legal e bem educada, que gosta de alimentar os animais abandonados que encontra no caminho. Às vezes ela demonstra ser nervosa e frágil. Seu pai é dono de um restaurante, mas quando o negócio começa a falir, seu pai parte em uma jornada culinária deixando-a sozinha com o restaurante. Apesar de ter sido abandonada, ela ainda ama seu pai, assim como sua comida. Quando Yui encontra Makito, ela se junta com ele para poder salvar o restaurante. Ela admira Makito, sempre tenta ajuda-lo em tudo que puder. Ele é apaixonada por ele.
Souichiro Sonezaki (曽根崎総一郎, Sonezaki Souichiro)
Pai de Yui e o homem que salvou Makito quando ele estava morrendo de fome anos atrás. Ele promete contar a Makito onde encontrar a pessoa que ele procura se ele for até o seu restaurante, mas parte em uma jornada para aprimorar suas habilidades culinárias antes de se encontrar com ele.